# ボーン・コレクター
『ボーン・コレクター』（The Bone Collector）は、1999年のアメリカ合衆国の映画。原作はジェフリー・ディーヴァーの同名小説。
脊椎不随となったリンカーンが安楽椅子探偵として相棒のアメリアとぶつかりながら事件を解決していく。監督はフィリップ・ノイス、主演はデンゼル・ワシントンとアンジェリーナ・ジョリー。

## ストーリー
ニューヨークで深夜、トンネルの工事現場で明らかに他殺とみられる遺体が発見され、辣腕の科学捜査官リンカーン・ライム（デンゼル・ワシントン）が派遣された。リンカーンは重要な証拠を採取する前に現場を荒らされたくないがために自分以外の捜査官を全て遺体発見現場から遠ざけ、一人狭いトンネルの奥に潜り込んで行った。瓦礫の下敷きになっていた遺体の顔を見ると、リンカーンは驚愕した。そこに横たわっていたのは自分の遺体で、驚愕のあまり硬直している間にトンネルの上から重い金属製のパイプが降ってきた。
リンカーンは血圧の異常な上昇を知らせるサイレン音で目覚めた。リンカーンは自分の首の骨が砕かれた事故の夢を見ていたのだ。リンカーンが目覚めた事に気付いた住み込みの看護師セルマ（クイーン・ラティファ）はリンカーンの首の周りの汗を拭き朝の水分補給をと言うとリンカーンはウォッカを要求した。セルマは当然のようにその要求を拒否し、リンカーンは畳み掛けるように俺の遺産は全て君に残すように遺言状を書いたのにと言うと、セルマもまた興味無いと無下に言い放った。ちょうどそこにリンカーンの馴染みの医師が訪れ、今再生医療も日進月歩で進歩しているから考えを改めろ、と説得を始めた。だがリンカーンは俺の体で自由に動くのは左手の人差し指と首から上だけで、背骨に溜まる水の量も日増しに増え、今度大きい神経の発作が起きれば確実に植物状態になる、それは嫌だから俺の頼みを聞いてくれ、と医師に強く訴えた。リンカーンは馴染みの医師バリー・リーマンに「もし植物状態になれば生命維持装置は絶対につけないこと、尊厳死を」と頼んでいたのだ。バリーはその頼まれごとをされて以来、リンカーンを死なせたくないため苦しみ続けていた。
その頃、富豪のルービン夫妻がニューヨークの空港に降り立ち、迎えに来ているはずの車が来ていないことに憤慨しながらも空港前で客待ちをしていたタクシーに乗り込んだ。夫婦は旅の疲れから行き先を運転手に伝えるとすぐにそのまま眠りに落ちた。明け方に夫人がタクシーの中で目を覚ますと、彼女はすぐにタクシーが告げたのとはまったく違う地区を走っていることに気付き、慌てて夫を起こした。パニックになった夫婦は客席と運転席の間を仕切る強化ガラス戸を叩き、すぐに車を止めるように要求したが運転手は無言で取り合わず、車を走らせ続けた。夫が走行中である事にも関わらず客席のドアを開けようと試みるが、ドアの取っ手には刃物が取り付けられ開けられないようになっていた。
ニューヨークのアパートでNY市警（NYPD）のアメリア・ドナヒー巡査（アンジェリーナ・ジョリー）が仕事のための身支度を整えていた。そこへシャワーを浴び終わった恋人が浴室から出てくると彼は彼女に結婚の意志を尋ねたが、アメリアは結婚できないと答えた。彼女はかつて拳銃自殺した現職警察官の父親の死を目の当たりして心に深い傷を負っていた。アメリアは翌日に警邏課から少年課に移ることになっており、警邏課最終日の休憩中に同僚と露店で買ったホットドッグを頬張っていると彼女に無線連絡が入り、貨物鉄道構内で少年が何かを発見したとの通報が入ったと連絡があった。アメリアはすぐさま現場に急行し、土砂に埋められ顔と骨が剥き出しになった指だけが垣間見える遺体を発見した。遺体のすぐ側の線路内には犯人が残したと思われる遺留品が置かれ砂の上には犯人のものと思われる足跡が残されていた。アメリアはすぐさま遺体を発見した少年に頼んで使い捨てカメラを買いに走らせ、遺留品の散乱を防ぐために貨物列車の走行を止めさせた。アメリアは全ての証拠物件を写真に収め、砂の上に残された足跡はサイズがすぐに判るように隣に一ドル札を並べて撮影した。
マーフィー本部長の指示で殺人課のポーリー・セリート刑事とケニー・ソロモン刑事が不可解な遺体遺棄事件の捜査に協力を求めにリンカーンのアパートにやってきた。リンカーンは富豪のルービン夫妻が誘拐され夫は殺害、骨が剥き出しになった夫の指には夫人の結婚指輪が嵌められていたことを聞いただけで、ルービンを殺害した犯人から夫人の身代金を要求するだろうと証拠品も見ずに、気のない見立てを下した。だがリンカーンは、発作の後でアメリアが撮影した証拠写真の数々を見ていくうちに単純な身代金目的の誘拐事件ではなく、証拠写真の数々からアメリアのずば抜けたセンスの良さに気づいた。リンカーンはすぐさま、アメリアを捜査チームの一員にすることを要求した。リンカーンが退いた後のポジションについた石頭のハワード・チェイニー警部を説き伏せ、捜査に必要な機械と人員をリンカーンのアパートに配置させた。リンカーンは既にこれは同一犯により連続殺人事件の序章だと気付いていたのだ。そして犯人が残していった手掛かりから、どうやらルービン夫人は「11月9日午後4時」まではどこかで生きていそうだった。
翌日、少年課転属のための講習を受けているアメリアの元に殺人課のソロモン刑事が訪れ、昨日の遺体遺棄事件の捜査に協力を要請した。アメリアは今日からもう少年課所属だからと断ろうとするが、リンカーンは証拠写真の数々からアメリアの天賦の才を褒め称え、証拠物件からルービン夫人の監禁場所を割り出したことを伝えると渋るアメリアに科学捜査官の制服を着せて現場に急行させた。アメリアも含めた警官隊が到着した直後蒸気が地下通路を満たした。ルービン夫人はガスその他を含めたパイプを通すための地下通路に監禁され、犯人の予告どおりに4時に高熱の蒸気を浴びて絶命した。
その後も犯人は大学生の青年を刺した上で放置し血で寄ってきた鼠の餌食とし、老人と孫娘を桟橋の柱に縛りつけ満潮時に溺死させようとし、タクシー検査中の警官を殺すなど犯人の犯行はエスカレートしていった、新たに最近12ヶ月以内に起きた数々の未解決殺人事件もタクシー運転手に化けた犯人の仕業だったと判明する。これまでの証拠から一連の事件が犯罪実話を著した書物「ボーン・コレクター」の挿絵の通りに事件が引き起こされたことをアメリアは知る。そして4番目の犯行の老人と孫娘はアメリアがギリギリのところで間に合い孫娘だけは助かる、その犯行現場に残されていた証拠を元に、アメリアは追及するチェイニーをはぐらかし桟橋近くの古い地下鉄跡に忍び込みそこで新たに発見された犯人の残した証拠の5桁の数字がリンカーンの警察識別番号であり犯人の次の標的がリンカーンだと知る頃、犯人がついに
リンカーンの前に現れる。その際に殺人鬼とは知る由もなく応対したセルマは腹部を抉られ殺され、同じくリンカーンを問い詰めようと単身訪れていたチェイニーも頸動脈を切り裂かれ殺害された。意外にも犯人はリンカーンの生活を支える医療機器の調整や整備に携わる医療技師リチャード・トンプソンだった、彼の正体はかつて6件の殺人事件で証拠を捏造して「汚い虫ケラども」と看做す無実の人間を陥れたことをリンカーンに暴かれ、それが原因で投獄された科学班調査員の元警察官マーカス・アンドリューズだった。犯した罪を否定し冤罪だと主張しても聞き入れてもらえず投獄された自身を魔女狩り捜査の犠牲者と言い、すべてはリンカーンの所為だと決めつけ痛めつけて殺そうとする。殆ど身動きが取れないながらもリンカーンは介護ベッドのリクライニングを緊急解除させてマーカスの右手を挟んで潰したり、何かを呟いて注意を引きマーカスの頸部に噛みつくなどリンカーンは必死に抵抗し、当初はリンカーンを苦しませてから殺そうとしていたマーカスだったが業を煮やしナイフを振り上げリンカーンを殺そうとするが4発の銃声が部屋に響き渡る。リンカーンが危ないと知り駆けつけたアメリアがマーカスを射殺したのだった、その直後に警官隊も到着しリンカーンは九死に一生を得る。
季節は冬となり、クリスマスを祝う友人たちがリンカーンの部屋に集う。寝たきり状態だった以前と違い車椅子に乗って生活できるほどに回復したリンカーンと彼に寄り添うアメリア、そこに命は長くないと縁を切ったはずの姉の一家が来訪しリンカーンは思いがけない歓びを感じる。姉ジャニーンとその夫、姪である姉の娘キミーをアメリアが呼んだと知りリンカーンは驚きつつも幸福に包まれていた。

## 登場人物
リンカーン・ライム
演 - デンゼル・ワシントン
科学捜査官。
アメリア・ドナヒー
演 - アンジェリーナ・ジョリー
NY市警（NYPD）の巡査。恋人がいる。元々はモデルだったが父の死が切っ掛けで警察の人間になろうと決めた。
セルマ
演 - クィーン・ラティファ
看護師。優秀でリンカーンからも認められている。
ハワード・チェイニー
演 - マイケル・ルーカー
警部。自分の出世を第一に考える。
ポーリー・セリート
演 - エド・オニール
殺人課の刑事。
ケニー・ソロモン
演 - マイク・マッグローン
殺人課の刑事。
リチャード・トンプソン（マーカス・アンドリューズ）
演 - リーランド・オーサー
医療技師。リンカーンの生活を支える医療機器の調整や整備に携わっている。
エディー・オーティズ
演 - ルイス・ガスマン
鑑識課。リンカーンの手伝いもしている。
バリー・リーマン
演 - ジョン・ベンジャミン・ヒッキー
医師。
カール・ハンソン
演 - リチャード・ゼーマン
警部補。
アラン・ルービン
演 - ゲイリー・スワンソン
富豪。何者かに射殺される。

## キャスト
| 役名                                               | 俳優                           | 日本語吹替                                 | 日本語吹替                                                       |
| 役名                                               | 俳優                           | ソフト版                                   | テレビ朝日版                                                     |
| -------------------------------------------------- | ------------------------------ | ------------------------------------------ | ---------------------------------------------------------------- |
| リンカーン・ライム                                 | デンゼル・ワシントン           | 大塚明夫                                   | 小山力也                                                         |
| アメリア・ドナヒー                                 | アンジェリーナ・ジョリー       | 湯屋敦子                                   | 石塚理恵                                                         |
| セルマ看護師                                       | クィーン・ラティファ           | 重松朋                                     | 喜田あゆ美                                                       |
| ハワード・チェイニー警部                           | マイケル・ルーカー             | 田中正彦                                   | 池田勝                                                           |
| ポーリー・セリート                                 | エド・オニール                 | 谷口節                                     | 宝亀克寿                                                         |
| ケニー・ソロモン                                   | マイク・マッグローン           | 鳥海勝美                                   | 内田直哉                                                         |
| リチャード・トンプソン（マーカス・アンドリューズ） | リーランド・オーサー           | 大塚芳忠                                   | 大川透                                                           |
| エディー・オーティズ                               | ルイス・ガスマン               | 辻親八                                     | 谷昌樹                                                           |
| バリー・リーマン医師                               | ジョン・ベンジャミン・ヒッキー | 牛山茂                                     | 田原アルノ                                                       |
| カール・ハンソン警部補                             | リチャード・ゼーマン           | 大山高男                                   | 木村雅史                                                         |
| アラン・ルービン                                   | ゲイリー・スワンソン           | 田原アルノ                                 | 小島敏彦                                                         |
| 警察教官                                           | バーク・ローレンカ             | 田原アルノ                                 | 遠藤純一                                                         |
| アメリアのボーイフレンド                           | ボビー・カナヴェイル           | 古田信幸                                   | 登場シーンカット                                                 |
| アメリアの相棒                                     | デヴィッド・ウォーショフスキー | 大山高男                                   | 谷昌樹                                                           |
| ホットドッグ屋さん                                 | マテオ・ゴメス                 | 小谷津央典                                 | 小室正幸                                                         |
| タクシーを検査する黒人警官                         | デスモンド・キャンベル         | 小谷津央典                                 | 古田信幸                                                         |
| 祖父                                               | フランク・フォンテーヌ         | 大山高男                                   | 小島敏彦                                                         |
| その他                                             |                                | 森結花 田村好江 宮崎倫彰 多緒都 戸田亜紀子 | 野沢由香里 青山穣 隈本吉成 松本さち 小野塚貴志 斎藤恵理 浅井清己 |
| 演出                                               |                                | 小林守夫                                   | 伊達康将                                                         |
| 翻訳                                               |                                | 岸田恵子                                   | 岸田恵子                                                         |
| 調整                                               |                                | 荒井孝                                     | 田中和成                                                         |
| 効果                                               |                                |                                            | リレーション                                                     |
| 担当                                               |                                | 舘野睦基 中嶋美智 神部宗之                 |                                                                  |
| プロデュース                                       |                                | 吉岡美惠子                                 |                                                                  |
| 制作                                               |                                | 東北新社                                   | 東北新社                                                         |
| 初回放送                                           |                                |                                            | 2002年11月17日 『日曜洋画劇場』                                  |

## テレビドラマ化
2020年にNBCが10回シリーズのテレビドラマ『en:Lincoln Rhyme: Hunt for the Bone Collector』を製作したが、1シーズンのみで打ち切り。
日本ではWOWOWが『リンカーン　殺人鬼ボーン・コレクターを追え！』のタイトルで放送した。主演はラッセル・ホーンズビーがつとめた。

## 余談
アンジェリーナ・ジョリーはこの映画で初めて劇場公開作品の主演という役を射止めた。監督のフィリップ・ノイスは既に主演として契約書にサインをしていたデンゼル・ワシントンに、「共演の女優はもう誰にするか決めてある」と言ってHBO製作・放送のTV映画『ジーア/悲劇のスーパーモデル』のテープを渡した。デンゼル・ワシントンも彼女の演技力には「驚愕した。これほど力のある女優が今まで眠っていたなんて信じられない」と語っている。